# Kozel (České středohoří)
Kozel je vrch severně od obce Kozly (katastrální území Kozly u České Lípy) v okrese Česká Lípa ve vzdálenosti přibližně 6 km západně od okresního města. Dosahuje nadmořské výšky 598 m.

## Geologie a geomorfologie

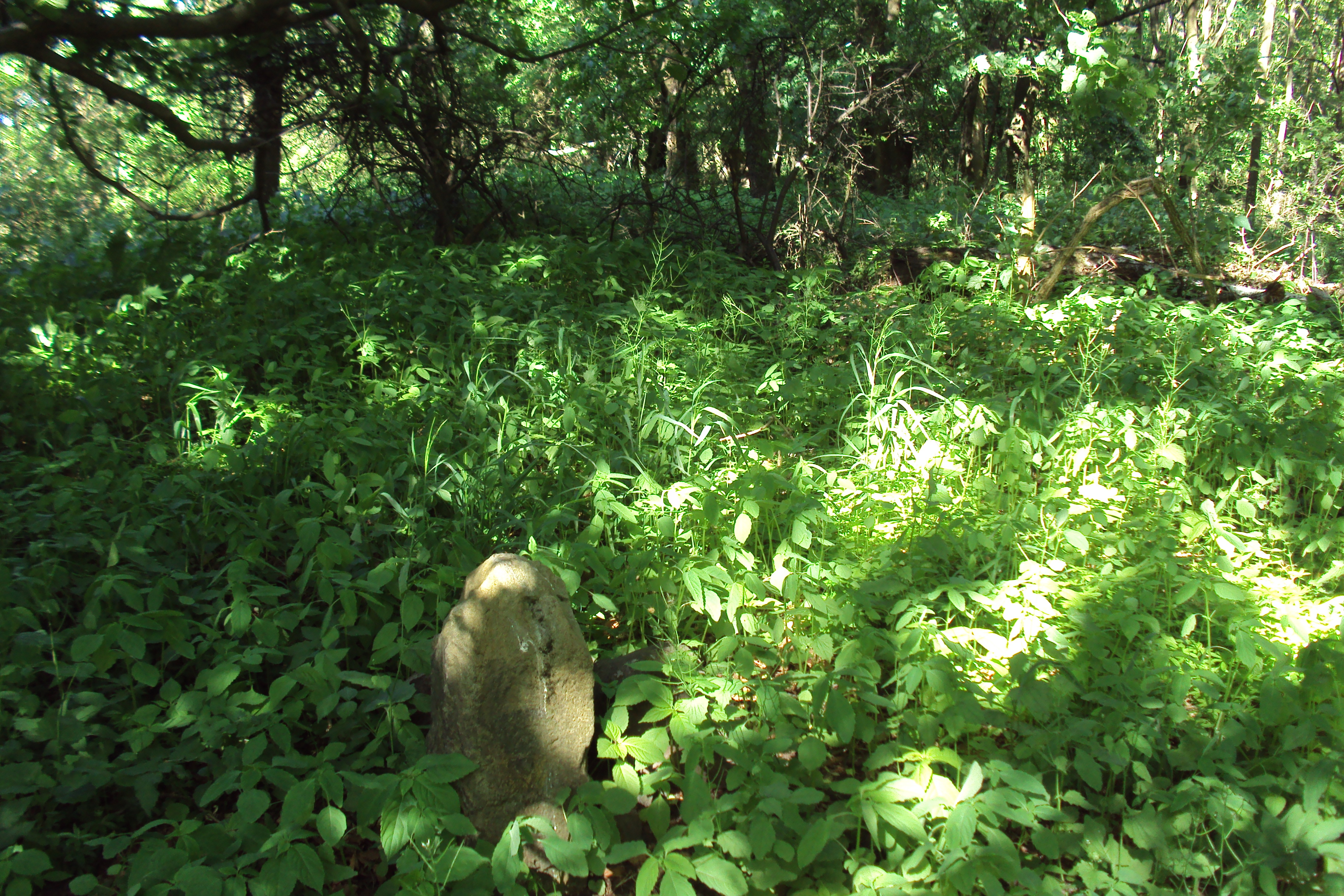
Vrcholový kámen na vrcholu kopce

Bazanitový vrch má tvar kupy a je součástí rozsáhlejšího hřbetu, který má charakter stolového vrchu. Na svazích se vyskytují projevy mrazového zvětrávání. Celý Kozelský hřbet je řazen do geomorfologického okrsku Bukovohorské středohoří v podcelku Verneřické středohoří, které je částí Českého středohoří na pravém břehu Labe. Ve starším geomorfologickém členění byl vrch zařazen do okrsku Litoměřické středohoří.

## Přístup
Západně nedaleko od zalesněného vrcholu prochází zelená turistická trasa z obce Kozly do Bořetína a České Lípy. Přímo k vrcholovému kameni značená trase nevede.